# Vila Fria e Vizela (São Jorge)
Vila Fria e Vizela (São Jorge) (oficialmente: União das Freguesias de Vila Fria e Vizela (São Jorge)) é uma freguesia portuguesa do município de Felgueiras, com 3,02 km² de área e 1105 habitantes (censo de 2021). A sua densidade populacional é 365,9 hab./km².

## História
Foi constituída em 2013, no âmbito de uma reforma administrativa nacional, pela agregação das antigas freguesias de Vila Fria e São Jorge de Vizela e tem a sede em Vila Fria.

## Demografia
A população registada nos censos foi:
| Distribuição da População por Grupos Etários | Distribuição da População por Grupos Etários | Distribuição da População por Grupos Etários | Distribuição da População por Grupos Etários | Distribuição da População por Grupos Etários | Distribuição da População por Grupos Etários |
| -------------------------------------------- | -------------------------------------------- | -------------------------------------------- | -------------------------------------------- | -------------------------------------------- | -------------------------------------------- |
| Antes da agregação                           |                                              |                                              |                                              |                                              |                                              |
| Ano                                          | 0-14 anos                                    | 15-24 anos                                   | 25-64 anos                                   | >= 65 anos                                   | Total                                        |
| 2001                                         | 271                                          | 190                                          | 667                                          | 132                                          | 1260                                         |
| 2011                                         | 217                                          | 161                                          | 668                                          | 157                                          | 1203                                         |
| Após a agregação                             |                                              |                                              |                                              |                                              |                                              |
| Ano                                          | 0-14 anos                                    | 15-24 anos                                   | 25-64 anos                                   | >= 65 anos                                   | Total                                        |
| 2021                                         | 137                                          | 135                                          | 621                                          | 212                                          | 1105                                         |